# بيرت ليويلين
بيرت ليويلين (بالإنجليزية: Bert Llewellyn)‏ هو لاعب كرة قدم بريطاني في مركز الهجوم، ولد في 5 فبراير 1939 في كلبورن ‏ في المملكة المتحدة، وتوفي في 8 سبتمبر 2016. لعب مع بورت فايل ونادي إيفرتون ونادي كرو ألكساندرا ونادي والسول ونورثامبتون تاون وويغان أتلتيك.